# Carl Taschek
Carl „Carlos“ Ritter von Taschek (29. května 1847 - 16. července 1903) byl advokátem, cestovatelem, diplomatem, majitelem a statkářem. Pocházel z polského historicky mladého šlechtického rodu. Byl druhorozeným synem Franze Tascheka, advokáta c. k. dvorního rady Nejvyššího soudu ve Vídni v letech 1861 až 1866. Za své zásluhy Franz získal v březnu 1867 Císařský rakouský řád Leopoldův (rytířský kříž) a 28. května 1867 (nedlouho před svou smrtí) byl povýšen do šlechtického stavu. Carlovou matkou byla Marie, rozená Traurigová.

## Život
Carl se starším bratrem, pražským advokátem Franzem (1844 - 1878), byli po otci majiteli zámku v Kladrubech (u Strakonic) i tamního statku s pozemky o rozloze 245 ha. Příslušníkům druhé linie téhož rodu patřil zámek v Mačicích a sousední Bukovník. Od roku 1815 vlastnili zámek ve Štěchovicích (u Horažďovic).
Carl von Taschek působil jako diplomat a za svého života projel téměř všechny kontinenty. Nejvíce času strávil v Číně. Na zámku v Kladrubech shromáždil sbírku orientálií - čínské a japonské zbraně, porcelánové nádobí, roucha a mnoho pohanských bůžků z té oblasti apod. Tato sbírka se bohužel nedochovala. Psal rovněž zajímavé cestopisné fejetony a články, které čtenáři německých novin a časopisů s velkým zájmem četli. Zajímal se také o historii a o dávnověk svého panství.

### Dračí zeď
Zážitky z Východu si diplomat zhmotnil přetvořením parkové kamenné zdi do podoby těla čínského draka. Dnes je jeho dřevěná hlava potažena titanzinkovým plechem.

### Park
Dračí zeď však není zdaleka jediným odkazem, který v Kladrubech Carlos von Taschek zanechal. Snažil se také zušlechtit okolí zámku. Nechal opravit poničený park na močálovitém území, které změnil soustavou rybníka, jezírek, vodopádků a pěšinek v krajinářský park. Zároveň zde stály zbytky tvrze, které dal zrekonstruovat do podoby tváře své a manželky. Tyto dva profily je možno ještě dnes vidět v kladrubském parku.

### Osobní život
Ve Volenicích se 8. listopadu 1879 se Carl oženil s Františkou Kräutnerovou (1857–1928), dcerou rytmistra Johanna Kräutnera. Františčina matka Marie pocházela ze starého rodu Jenšíků z Ježova.
Se svou ženou měl postupně šest dětí: syna Carla (1881), dceru Idu (1882–1910), dceru Klaudii (1883–1969), syna Oda (1886–1945), syna Johanna (1888–1903) a syna Wilhelma (1896–1898).

### Smrt
16. července (ve čtvrtek) 1903 Carl Ritter von Taschek zemřel na hnisavý zánět průdušek. Bylo mu 56 let. Pochován je v rodinné hrobce ve volenickém hřbitově.

## Galerie

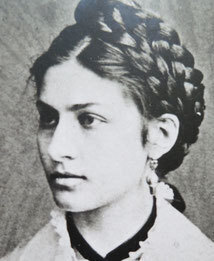
Franziska Taschek (Kräutner) - manželka
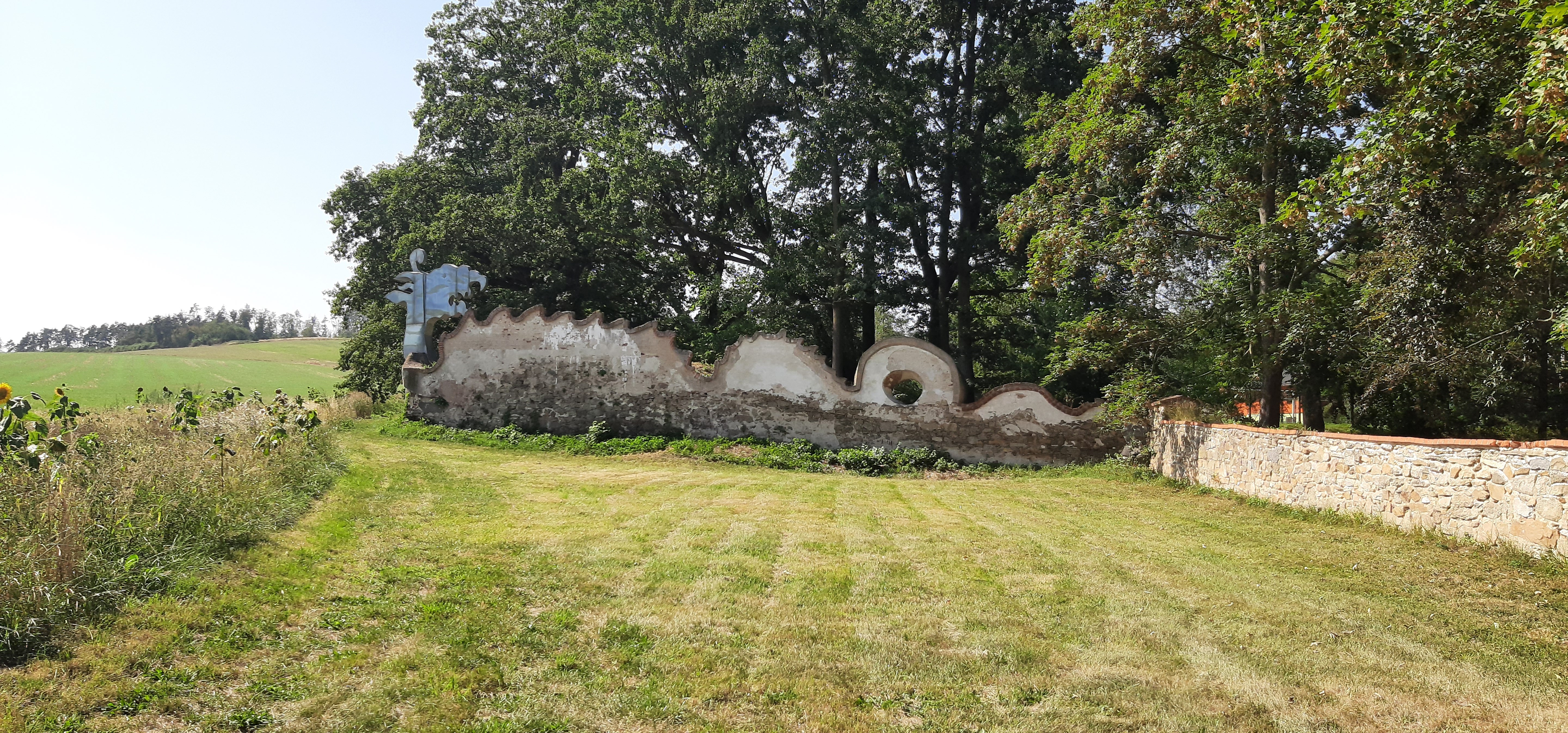
Dračí zeď
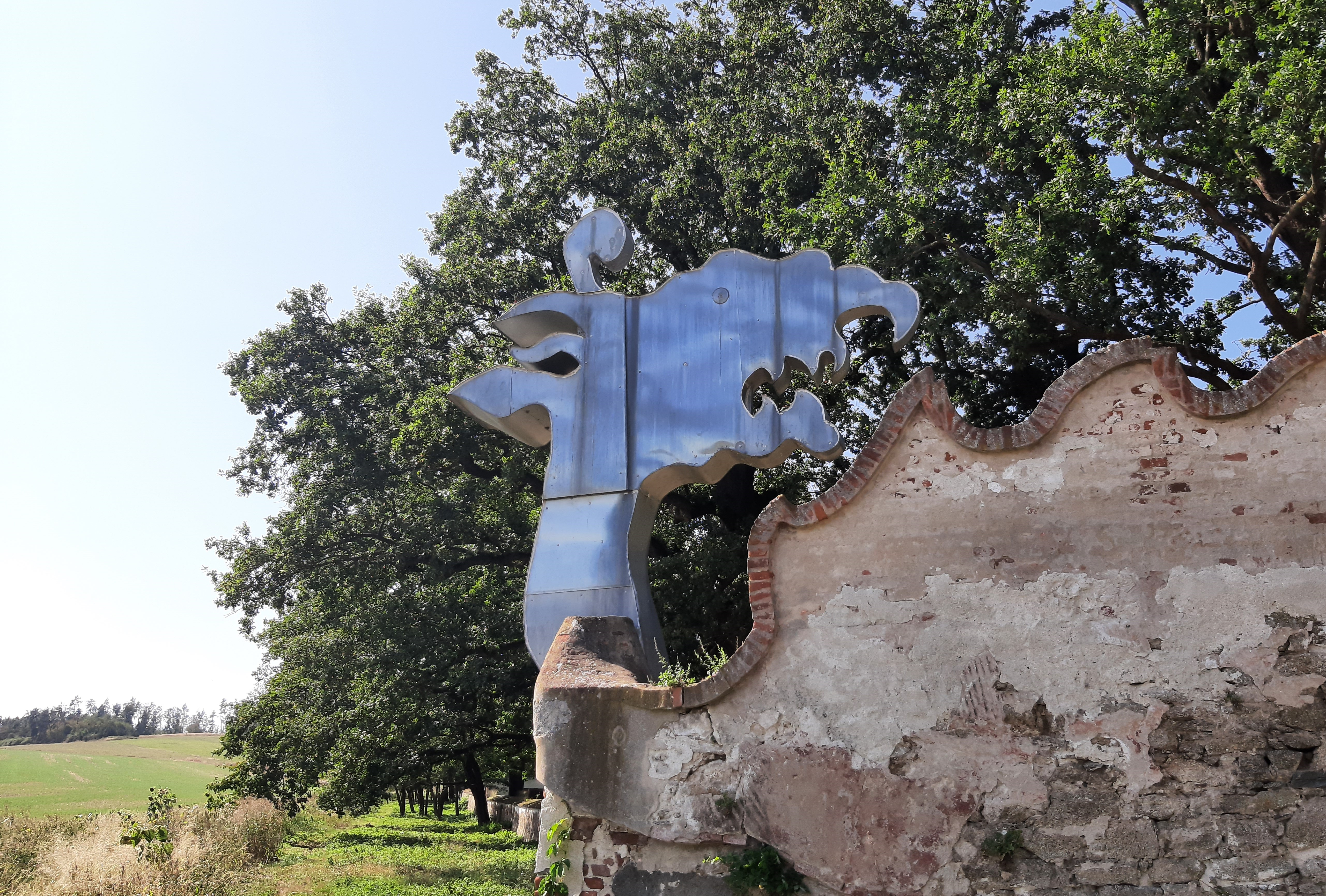
Dračí hlava
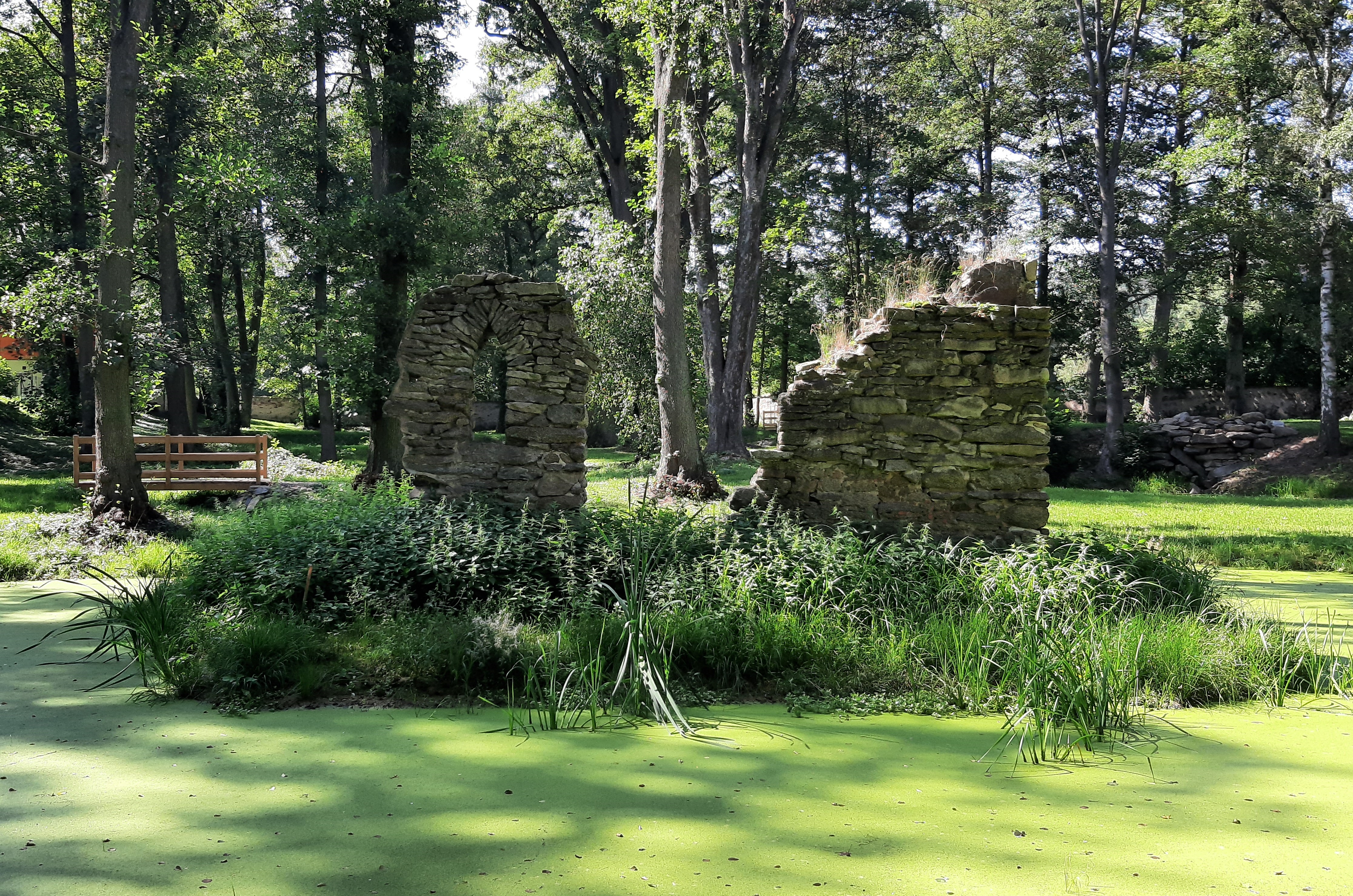
Profil manželky
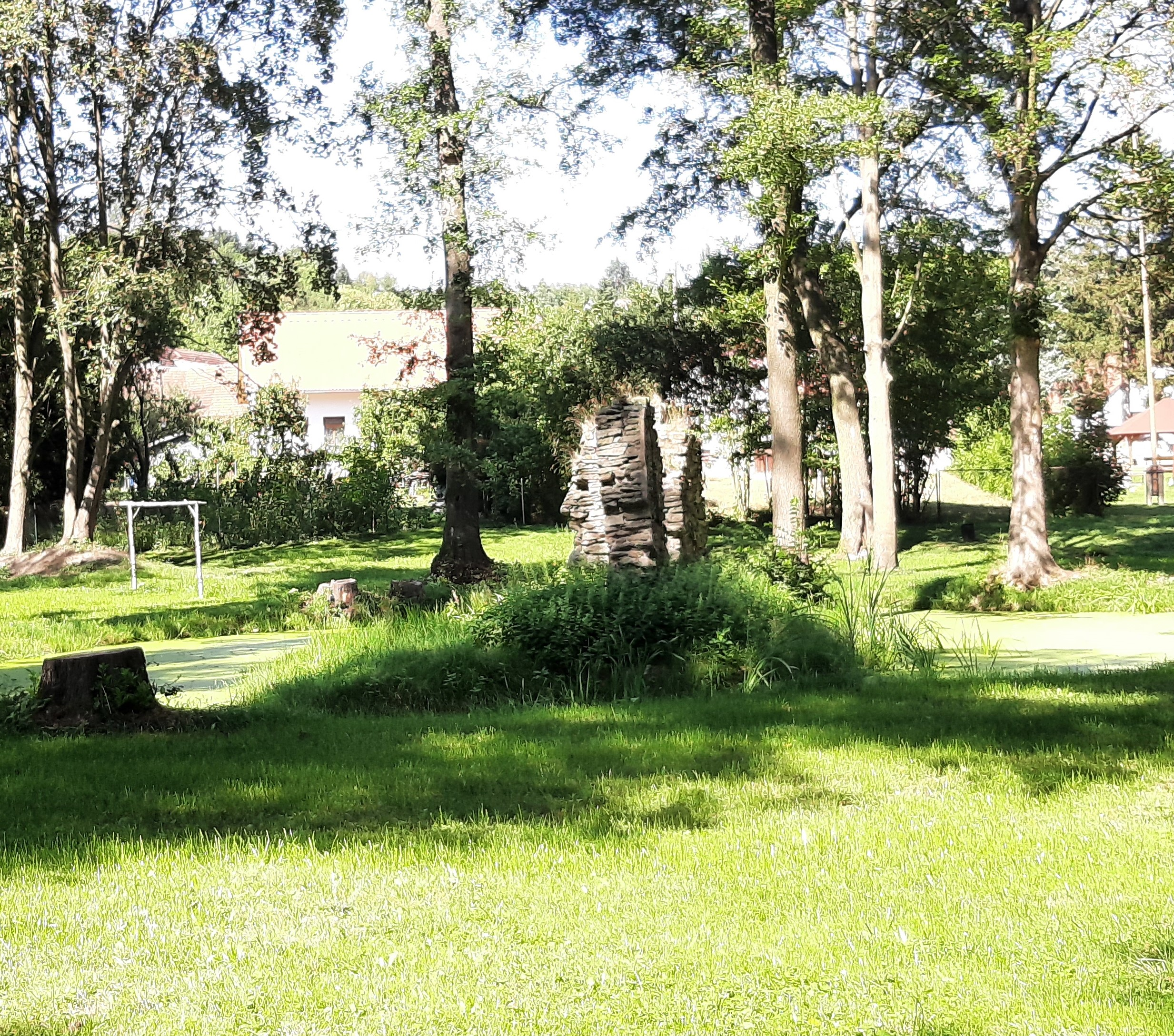
Profil Carla
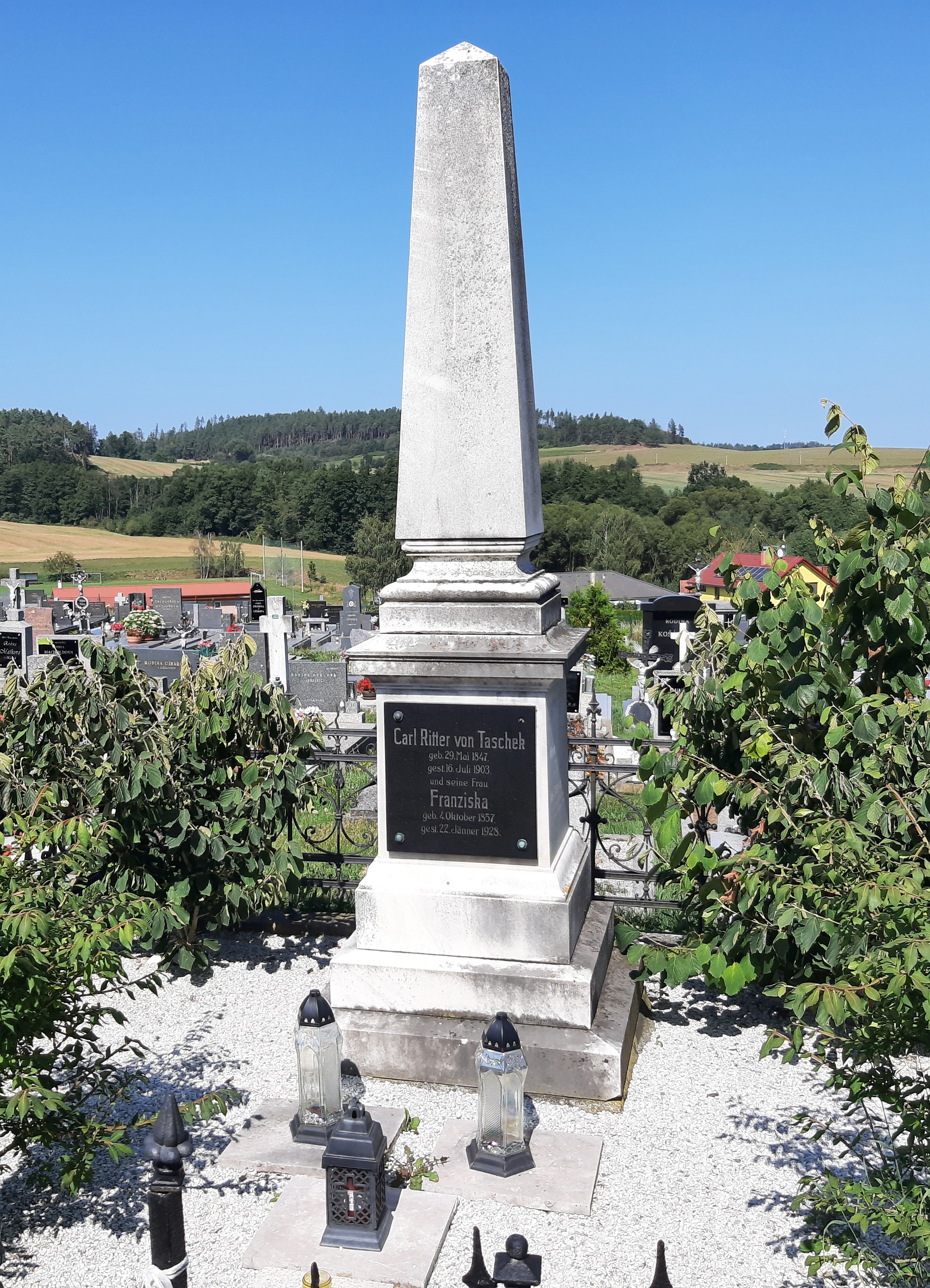
Hrob ve Volenicích